# Licinia Magna
Licinia Magna war eine im 1. Jahrhundert n. Chr. lebende vornehme Römerin. Sie war laut ihrer vermutlich aus dem Familiengrab der Licinii Crassi an der Via Salaria stammenden Grabschrift die Tochter des Konsuls von 27 n. Chr., Marcus Licinius Crassus Frugi, und seiner Gattin Scribonia. Der Vater Licinia Magnas wurde etwa Anfang 47 n. Chr. in den auf Betreiben der Kaiserin Valeria Messalina erfolgten Sturz seines Sohnes Gnaeus Pompeius Magnus verwickelt und kam dabei ums Leben. Licinia Magna heiratete Lucius Calpurnius Piso, der gemeinsam mit Kaiser Nero 57 n. Chr. Konsul war und 70 n. Chr. ermordet wurde. Eine Tochter Licinia Magnas war die Gemahlin des 69 n. Chr. getöteten Calpurnius Galerianus.